# Ács (nádraží)
Ács je železniční stanice v maďarském městě Ács, které se nachází v župě Komárom-Esztergom. Stanice byla otevřena v roce 1856, kdy byla zprovozněna trať mezi Győrem a Komáromem.

## Provozní informace
Stanice má celkem 2 nástupiště a 4 nástupní hrany. Ve stanici není možnost zakoupení si jízdenky. Trať procházející stanicí je elektrizovaná střídavým proudem 25 kV, 50 Hz. Provozuje ji společnost MÁV.

## Doprava
Zastavují zde pouze osobní vlaky, které jezdí do Budapešti, Győru a Tatabánye. Projíždějí zde mezinárodní vlaky EuroCity a railjet.

## Tratě
Stanicí prochází tato trať:
- Budapešť–Hegyeshalom–Rajka (MÁV 1)